# 旺中案走路工事件
旺中案走路工事件，又稱黃國昌事件，發生於2012年7月，為旺旺中時併購中嘉案所連帶引發的事件。旺中集團旗下的《中國時報》、《中天電視台》及《時報周刊》，自2012年7月26日起，以大篇幅報導7月25日當天約有百來位學生到NCC抗議購併案，現場有白衣女子發錢給參與學生之「走路工」情事，質疑與當天號召發動到NCC抗議的中央研究院法律學者黃國昌有關，要求他提出說明。黃國昌回應「毫無所悉」，但未被旺中集團所屬的媒體接受，連續數日以報導質疑黃國昌。隨後引發相關學者反彈，認為旺中集團在缺乏證據狀況下，以影射性報導攻擊反旺中學者。
國立清華大學學生陳為廷在臉書上轉載網路圖片，指控《時報周刊》副總編輯林朝鑫涉嫌此事件，認為該「走路工」事件為旺中集團自導自演。中天電視台於新聞中公布他為該網路圖片於Facebook臉書上的轉載與散布者，並公布他臉書個資，及曾為民進黨籍議員助選的歷史。旺中與時報週刊副總編輯林朝鑫認為名譽受損，表明若查為惡意將進行訴訟。王丹、王小棣等文化界人士，與多個學校社團，皆聲援陳為廷。
壹傳媒所屬媒體，刊出數篇報導，認為林朝鑫與此事有關，影射旺中集團自導自演。旺中集團於8月29日發聲明，對黃國昌造成困擾提出道歉，聲明指出黃國昌與此事件無關，所屬媒體曾強烈質疑，但未製造假新聞，並對壹傳媒以惡意報導抹黑、指旺中集團「自導自演」走路工事件，表達嚴正抗議。壹傳媒也提出聲明，認為此事件是由媒體遭壟斷引起。
要黃國昌對莫須有的走路工罪名交代、任意資遣資深編輯蔡其達、改寫第一線記者稿件等事爆發中時高層出走潮，引發台灣對於新聞媒體壟斷、與新聞自由的討論，也提出對鄉民與網路言論正當性的討論。隨後引發700名學生參與「我是學生，我反旺中」抗議活動，與隨後近萬名自發性公民參與的901反媒體壟斷大遊行。抗議學生組成反媒體巨獸壟斷聯盟，推動反媒體壟斷運動。

## 事件經過
2012年7月25日，旺旺中時併購中嘉案，由國家通訊傳播委員會（National Communications Commission，簡稱NCC）進行表決。於7月25日凌晨，由臺灣大學新聞所教授張錦華、物理系榮譽教授楊信男、經濟系教授林惠玲、經濟系教授鄭秀玲、國發所教授劉靜怡、電機系教授林宗男、台灣新聞記者協會會長陳曉宜、中正大學傳播學系副教授管中祥、政大法學院助理教授林佳和、中研院法律所副研究員邱文聰與中研院法律所副研究員黃國昌共同發表一篇「請以台灣為念 捍衛民主價值 守護新聞自由 - 0725反對媒體巨獸NCC行動聲明」，並於網路上利用「拒絕中時運動」的Facebook與部落格，號召群眾於7月25日的「上午9點30分」與「下午1點30分」前往NCC共同聲明與發表演講，並提交駁回旺中併購中嘉案請願書。
7月25日上午九時卅分，臺灣大學新聞所教授張錦華、中研院副研究員黃國昌以及其他10位抗議人士與學者如期到場。旺中媒體相關人士，包括神旺飯店董事劉洪福，都到場關心抗議情形。相關抗議學者於上午10點半左右發表聲明與演講後離開NCC現場。
任職於上多利國際娛樂公司活動部的致理技術學院進修部學生、學生會前會長張文霖，於7月24日，委託銓森傳播公司的梁惠麗，募集52位學生擔任臨時演員，參與25日早上十點至下午二點的活動。梁惠麗召集的學生，於上午十時，在228公園集結，參與之後的抗議活動。
上午十一時卅分，出現一群稱為「反媒體壟斷聯盟」的兩百多名戴面具人士，接著到達NCC門口進行抗議。他們自稱是透過臉書（Facebook）、推特（Twitter）等，及MSN人際網絡在網路上串連的學生。《時報周刊》副總編輯、兼任致理技術學院進修部通識課程講師的林朝鑫出現在現場採訪。
下午二點多，再度出現約六十名疑似學生的人士，至NCC門口抗議，但早上參與活動的學者並沒有出現。《時報周刊》與中天新聞台記者拍攝到兩名參與抗議的人士，在活動結束後，在228公園向梁惠麗領取酬勞後離去。下午三點左右，林朝鑫、劉洪福以及時報週刊記者在現場，由林朝鑫主導訪問一名現場學生，林朝鑫宣稱，他們的同仁拍到一名白衣女子在二二八公園發錢，要求該名學生提出解釋。該名學生強調他是關心六四天安門事件才自發前往，不知有此事。中國時報記者游婉琪與蘋果日報記者上前採訪時，學生被一位不知名黑衣男子強行架開。

## 議題發展歷史

### 旺中集團質疑黃國昌應對走路工事件說明
7月27日，《時報周刊》時事版刊出報導，針對領錢的抗議學生的「走路工」事件，除了當天號召帶頭前往NCC進行抗議的中研院副研究員黃國昌，必須出面說明外；明顯地背後尚有某特定團體或公司為阻擾NCC做出最後決議，周刊將繼續調查到底。《中國時報》，主要引用《時報周刊》的報導內容，以A2全版新聞，刊出相關報導與評論，中天新聞台、中天電視台的政論節目《新台灣星光大道》、《新聞龍捲風》 等也以此為主題進行報導，節目中名嘴鄭麗文、林朝鑫、邱毅、江中博、鄭師誠、莊淇銘、唐湘龍、彭華幹等人皆抨擊「走路工」事件的不正當性，認為黃國昌是當天號召抗議活動發起人，應必須負責說明。相關報導除「走路工」事件外，亦報導25日以新聞記者追蹤報導時，發現在抗議結束離開現場後，黃國昌一路上在與人交談時菸不離手，同時更「亂丟菸蒂」，而將他吸菸後亂丟菸蒂畫面在新聞中播出。
7月27日下午，黃國昌與張錦華舉行記者會，表示否認曾僱用學生抗議，不認識白衣女子、從未鼓動學生參與他推動抗爭行動與否認公關公司有往來。對於當天他與學者從9:30至約10:30分離開，所以對於其他後續抗議活動，無須舉證此事與他無關。旺中媒體記者質疑，黃國昌為當天號召活動發起者，聲明稿也以「歡迎參與」動員，對於後續抗議有變調的「走路工」，是否應有所負責與說明，也未對號召「下午1:30分」活動取消未做任何說明與解釋。黃國昌認為，旺中媒體在未曾提出證據的前提下，採用影射性報導，影射他與此事有關，是惡質媒體操作。長期以來立場為反旺中併購中嘉案的台灣記者協會也發出新聞稿，對旺中媒體集團違背新聞專業與新聞倫理，以惡質的新聞操作手法抹黑學者，感到痛心。
同日晚上，網友「福全」在「文化元年基金會籌備處」網站發布消息，他發現在臉書上有一位名為蔡存序的人士，以黑彩人力仲介公司的名義，召集造勢活動工讀生，參加25日的抗議活動，活動時間為上午9:30至下午13:30．酬勞為600元。證實當天的確有人招募工讀生前往抗議，但網友懷疑主使者另有其人，與黃國昌無關。後續黑彩人力仲介公司的蔡存序接受中天新聞與壹電視追蹤訪問，坦承他曾接到陌生女子來電，希望幫忙找人，但因為他們公司是公關公司，不接遊行案子，他只是單純發布消息，被動員的學生與他們無關。
7月28日，前立委鄭麗文質疑，黃國昌身為長期以來反旺中併購中嘉案的關係人，當有人玷汙這個活動時，在追求理念下，怎可用「毫無所悉」與切割關係來回應。
7月29日，中天新聞報導聲稱，懷疑在走路工疑雲未查清時，黃國昌將神隱赴美。黃國昌則發表聲明，表示他去年申請傅爾布萊特計畫通過，至美國康乃爾大學進修是既定時程，與走路工事件無關，希望中天新聞停止騷擾其家人。旺中媒體報導黃國昌參加的傅爾布萊特計畫，實際報到的時間有高度自由的彈性，無立即赴美的急迫性，但反被網友認為旺中媒體搞不懂狀況，此外網友發現該名報導記者臧國華有多次破壞媒體倫理的舉動。
包括王丹、吾爾開希、張鐵志、馬世芳、焦元溥等人都對旺中集團的作法感到不滿，公開反對。王小棣在網路上發起「無力者結盟」的運動，號召拒看中視、中天、中國時報。民進黨中常委洪智坤宣布自即刻起對於旺中集團旗下各媒體「拒投稿、拒受訪、拒引述」，以抵制旺中集團。許多藝文界人士陸續宣布加入拒絕中時運動，不再為中國時報寫稿。
旺中集團在8月29日發出聲明，聲明指出黃國昌與此事件無關，事件中曾提出強烈質疑，但從未製造假新聞。對黃國昌造成困擾提出道歉，但認為壹傳媒以惡意報導手法抹黑旺中集團直指「自導自演」走路工事件，表達嚴正抗議，並將持續追查到底。。黃國昌質疑旺中集團對於新聞查證的努力，認為此道歉缺少誠意，壹傳媒也發表聲明，指出此事是新聞壟斷問題，並不是媒體惡鬥

### 時報週刊副主編林朝鑫被質疑與遊行有關
7月27日《中天新聞龍捲風》播放「黃國昌帶頭抗議　學生拿走路工錢哪來？」節目中，指出7月25日當天抗議學生中夾雜『爸媽模樣』的人士，包括主持人與來賓指稱「白衣女子」等充當家長現場指揮學生，質疑抗議學生背後有人以金錢煽動。
7月28日批踢踢八卦板網友擷取該節目影片其中「詭異！抗議學生中夾雜『爸媽模樣』的人士」片段畫面，定格製作成圖片，搭配當時節目字卡，指出將該段穿過抗議學生人群的人士，為《時報周刊》副總編輯林朝鑫，在批踢踢八卦板上發布，之後流傳於網路上。7月28日下午15:15分清華大學人文社會院大學部學生陳為廷，於臉書轉貼這張圖片，認為《時報周刊》副總編輯林朝鑫出現在現場很可疑，懷疑「走路工」的幕後疑似旺中自導自演。中天新聞發表聲明，當晚7月28日晚間21:21分中天新聞報導該節目中明確指出『爸媽模樣』的人士就是「白衣女子」，網友截圖為斷章取義，陳為廷未經查證，於臉書轉貼、辱罵與指控旺中自導自演，報導中並公布陳為廷的照片與個人臉書記載資料，並聲明如查惡意不排除採取法律行動。
7月29日《蘋果日報》報導，再次引用網友轉貼該張《時報週刊》副總編輯林朝鑫出現在抗議學生群中的截圖定格照片，質疑旺中跟走路工有關。陳為廷後續於《蘋果日報》相關報導中說，堅稱他只是轉貼網友所拍的照片，對林朝鑫在場也是合理的質疑，認為中天此舉是恐嚇所有網路鄉民，更證明NCC絕對不能通過購併案，甚至殘害言論自由。
同日《蘋果日報》報導，當日僱用學生至現場抗議為「銓森傳播影視公司」，在現場發放薪水的白衣女子，為其股東兼會計，梁惠麗。被委託召集走路工的「銓森傳播」公司表示，絕非黃國昌委託，委託者為致理技術學院學生張文霖，但真正委託人身分仍未明。面具與道具都是由委託者提供。中國時報與多家媒體也刊出相關報導。
7月30日，林朝鑫澄清，他當天出現在現場，是為了採訪新聞。他在致理技術學院兼課，擔任講師，但不認識委託發放走路工的張文霖。並表示預備對陳為廷於臉書上的「轉圖散布」與「PO文指控」提出誹謗名譽告訴，也會和律師商議是否一併控告其他轉載圖片者。陳為廷獨自一人至交通部外陳情抗議，並在NCC外召開記者會，表示圖片是自網路轉載，不是由他變造。他主張，任何人都可以依照新聞來做合理懷疑，自行求證事實真相，要求捍衛言論自由。
7月31日，知名部落客、萬芳醫院精神科醫師潘建志（Billy Pan），表示張文霖是致理技術學院夜間部學生、第五屆學生會會長，林朝鑫則在此校教授夜間部必修課，兩人很有可能認識。潘建志根據臉書上的資料，提出六大疑點，懷疑林朝鑫說兩人不認識的說法。
8月2日，林朝鑫發表聲明否認是由旺中集團自行造假，對針對潘建志指稱的六大疑點，一一回應，並聲明張文霖從未選修過他的課，他也不認識張生。《中國時報》報導，致理技術學院主任秘書張立曾向張文霖查證，張生聲明自己不認識林朝鑫，也無任何關係。
8月3日，林朝鑫在臉書上發表〈『為了尊嚴，我非告不可！』小記者的告白〉聲明，他認為幕後有人在操控抹黑，另點名王小棣、王丹、馮光遠、張大春等人煽動學生，他聲明為捍衛自身名譽，將會堅持提告。同日，陳為廷質疑旺中集團為何不用追查黃國昌的規格來追查張文霖，以還林朝鑫公道。

### 旺中集團與壹傳媒
中國時報前總編輯王健壯，投書中國時報，稱NCC要求旺中切割，無法律依據，其作為可議，但媒體不應與學者為敵。中國時報總編輯張景為表示，蔡衍明已讀過此篇投書，同意停戰。
據傳，中國時報部份記者認為旺中集團對此新聞事件的處理方式已經失控，也不應控告學生，在內部向蔡衍明提出反對意見，但蔡衍明認為內部不夠團結，報導力量也不足，態度仍然強硬。副總編輯何榮幸辭職，在個人臉書發表〈北風與太陽〉明志，總主筆倪炎元、副總主筆莊佩璋申請退休獲准。記者游婉琪因報社主管要求她撰寫報導此事件特稿之後，遭報社改寫，由3段加成6段，方向改為大罵學者黃國昌，再以她的名義刊出，因此請辭。前主筆郭崇倫也已離職，轉至《聯合報》工作。游婉琪指出，旺中案的多項報導，方向經常都是公司高層設定好，之後要記者執行，進行相關報導，這讓她感到失望，所以辭職。
中天新聞台倫理委員會3名外部委員：中正大學傳播學系副教授胡元輝、政大廣電系教授劉幼琍、勵馨基金會執行長紀惠容辭去職務。8月14日，包括國際新聞中心主任閻紀宇、調查採訪室資深記者高有智、黃奕瀠等高階主管與資深記者都向報社提出辭呈，離職。王健壯在中國時報專欄發表〈想念那個繁花亂插的年代〉，希望中國時報能有具體行動，挽留記者。蔡衍明在《中國時報》發表社論，表示已聽到各界聲音，會虛心受教，並重視公司內的建言，他已用最大誠意「拚死挽留」人才。
8月15日，《壹週刊》報導，在7月25日，旺旺高層、神旺飯店董事劉洪福出現在抗議現場，與林朝鑫進行交談，離開前還比出OK手勢。當天提前拿錢離開，又剛好被拍到的兩個人，其中一人為梁惠麗公司的臨時演員管麗穎，她是致理技術學院進修部學生管詩晴的親戚，而管詩晴則為張文霖擔任學生會長時的公關幹部，也是林朝鑫的學生。另一人為臨時演員陳奕顯，在遊行開始前被拍到在二二八公園和林朝鑫聊天。林朝鑫否認熟識劉洪福，指最多只有聽過名字，也否認他認識參與遊行的這兩位。林朝鑫強調他是在前一天（7月24日）於臉書上接到來自記協會員呂東熹轉載的黃國昌動員學者抗議消息，所以一大早就到場關心，在抗議現場才遇到抗議學生。抗議學生走錯方向，所以才會與黃國昌等人有時間差，慢了一小時才到NCC門口。
同日，反旺中學者管中祥在個人臉書上發文，認為《壹週刊》報導充滿影射，缺乏直接證據，與中時報導相同，並不可取。
8月17日，《時報周刊》表示：採訪當天下午一點，劉洪福在NCC附近遇到認識的警員，警員提到有人動員抗議，在228公園發錢，下午還要再抗議一次，劉洪福聯絡林朝鑫，要求加派記者前往採訪跟監。余姓記者跟蹤梁惠麗，因此拍到發錢畫面。報導稱派記者臥底採訪上多利公司，採訪到負責人陳佩莉與張文霖，報導中宣稱張文霖否認認識林朝鑫，拒絕透露出資者。陳佩莉意有所指地表示「出資者是旺中的敵人」，以一百萬元的代價動員整個活動，要求雇用五百人參加。致理技術學院主任秘書張立表示，管詩晴是會計資訊系在校學生，沒修過林朝鑫的課。管詩晴否認管麗穎是她親戚，不認識林朝鑫，沒修過林朝鑫的課，兩人臉書也沒有連結，但承認她曾在張文霖擔任學生會長時在學會擔任公關幹部。旺中集團的報導引起網友質疑，為何其他記者採訪時三緘其口的相關人員會對一個陌生人透漏這些內幕消息，及眾人遍尋不著的張文霖為何會在時周記者採訪時「剛好」在場。
旺中集團發出聲明，指控壹傳媒對其進行惡意報導，並強調他們並沒有假造新聞，將對壹傳媒提出告訴。中國時報點名蘋果日報平面媒體暨印刷行政總裁葉一堅，要求記者攻擊旺中集團。名嘴董智森也在廣播節目《飛碟午餐》中批評蘋果日報兩套標準。
當日下午，壹傳媒報導指出，《時報周刊》的記者張婉屏冒充《壹電視》記者訪問陳佩莉，前者套話說：「其實大家都知道，出錢的就是我們《壹電視》老闆。」，陳佩莉說沒有附和記者，當下即表明不清楚。她僅對記者說一直被《中天》批判的學者黃國昌很可憐。壹傳媒將對張婉屏提出告訴。《中國時報》報導，此記者曾任職曾任職於《蘋果日報》、《壹電視》，採訪技巧全是在《蘋果日報》學到，認為這是正當的臥底採訪。
8月18日，《蘋果日報》報導，當天負責維安的中正一分局分局長方仰寧與仁愛派出所所長陳文鍾皆否認曾接到抗議遊行有人發錢動員的情資，當天在場18名警員也不認識劉洪福。
8月29日，旺中集團發出聲明，承認走路工事件，確實與黃國昌無關。但旺中集團否認製造假新聞，指責壹傳媒惡意攻擊旺中集團。壹傳媒也發表聲明，指出此事是新聞壟斷問題，並不是媒體惡鬥
9月1日，《中國時報》以「誰好大？誰可怕？」為題全版廣告刊登5點聲明，到底是誰在公器私用？誰才是媒體怪獸？希望台灣各界用公平的標準檢視壹傳媒集團與中時媒體集團，過去、現在及未來，到底誰對不起台灣？誰真愛台灣？。
11月15日，王健壯發表〈漫長的告別〉，結束他在中國時報「凱撒的面具」專欄。他表示，曾與李念祖、朱敬一等3人在8月時會見蔡衍明，希望他慰留何榮幸、莊佩璋；在報導涉己事務時應審慎，必須符合新聞專業；同時尊重編輯部的專業，不要到編輯部開會。但他也坦言，是因為聽到對他於8月時針對此案發表的數篇專欄文章批評，蔡衍明表示「非常生氣」，所以決定結束專欄。
蔡衍明接受《新新聞》專訪，再次強調旺中案走工路事件，不是由他主導的，是林朝鑫接獲有人發錢的風聲，反旺中案的學者黃國昌又準備到美國開會，他們才會直覺認為有問題，進行報導。有人發走路工是事實，絕不是他們造假新聞。

## 相關抗議
同年7月31日，包括台大、清大等30多個大學社團，在網路集結組成「反媒體巨獸青年聯盟」，舉行「我是學生，我反旺中」活動，在網站上得到一萬五千人連署支持，集結約700位學生，至中天電視台門口抗議，聲援陳為廷，要求旺中集團董事長蔡衍明對此事道歉，並退出媒體經營。
台灣團結聯盟立法院黨團宣布，從即日起，台聯拒絕三中（中天、中視、中時）採訪，也不再發採訪通知，直到旺中媒體自律「為人所稱頌」。
多位作家宣布退出中時作家部落格，加入拒絕中時運動。張大春刪除中時部落格裡八百多篇文章，僅留兩篇文字，表達對高信疆的懷念和對旺旺中時的不滿；鴻鴻發表「與中時絕交書」，說：「今日之中時已面目全非，只能用愚蠢、醜惡、墮落等落等種種不堪的形容方得以名之。」柯裕棻也將自己的中時部落格刪光，留下文字：「這裡關了，因為我反對。」馬世芳只留下一篇抵制旺中集團所有產品的宣言；臥斧和咖啡大叔則刪除所有文章，並停止更新。陳芳明認為，中時報系連續兩天以社論針對反對的學者及學生進行攻擊，可能侵害言論自由，因此宣布不再為《時報週刊》寫專欄，焦元溥宣布不再為旺旺中時集團寫稿，其妹歌手張懸也在臉書上號召大家來思考新聞自由的議題。
作家銀正雄在聯合報部落格發表文章，聲援蔡衍明，質疑這些參與抗議的人，是企圖分裂群群，幫旺中集團戴紅帽。
8月10日，學生組成的反媒體巨獸青年聯盟，發動「鬼月反旺中」活動，呼籲消費者抵制購買旺旺食品行動，並拒看中天、拒買中時。
8月13日，包括政大、世新、輔大、中正與北藝大等傳播科系學生共同在臉書發起名為「傳播科系學生拒絕旺中媒體工作」的臉書粉絲團，希望台灣各大學傳播系學生，在畢業後，拒絕至旺中集團工作。輔大新聞系副教授何旭初，在臉書上發表文章，希望學生獨立思考，勿盲目加入拒絕中時工作。

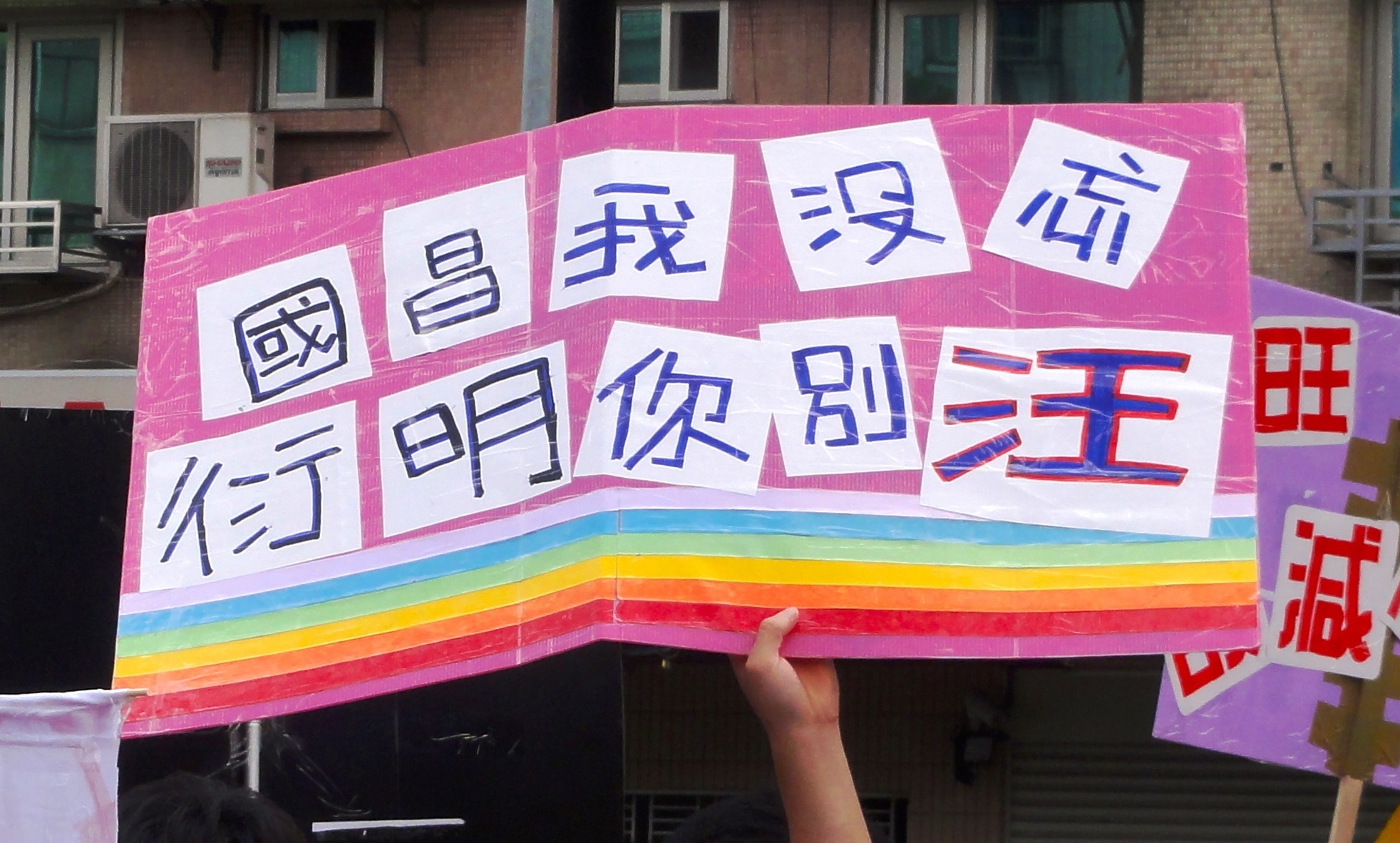
2012年反媒體壟斷大遊行聲援黃國昌的看板

9月1日，台灣記者協會等民間社團，舉辦反媒體壟斷大遊行，約九千人到場，是22年來新聞界最大遊行事件。

## 對其他媒體的影響
除旺中集團與壹傳媒外，相關新聞媒體對於此事件的報導很少，也未進行深入追蹤。部份人士認為，此事件引發了寒蟬效應。因為由於旺旺中時集團掌握中嘉有線電視系統所有的頻道生殺大權，影響全台約115萬用戶數，其他的有線電視新聞頻道唯恐頻道遭到下架，因此對此事件進行冷處理，減少該新聞播放頻率，旗下的政論節目也選擇性略過此議題，連一向被視為泛綠的三立電視與民視皆為如此。
中國時報否認產生寒蟬效應。報導中引用中華民國衛星廣播電視事業商業同業公會（簡稱衛星電視公會）秘書長鍾瑞昌，表示各電視台自有其專業判斷，都有報導的自由，要求大家大篇幅報導反旺中，「這不也變相干預了新聞報導的自由嗎？」。
7月31日，「反媒體巨獸青年聯盟」號召300多位年青學生，冒雨至中天電視台前抗議。管中祥質疑，台灣只有少數電子媒體進行即時現場報導，東森、三立、民視、年代四台新聞完全未提及此事，認為寒蟬效應已產生。
歌手林宥嘉在臉書上發表近況，「若各位同學有時間，可以搜尋思考『你好大，我好怕』相關議題」，被視為一種政治表態。但其公司華研唱片立即取消他的通知，對外聲明，他在不完全清楚細節下就在臉書發言，有失妥當。在參加電視節目《大學生了沒》，記者採訪此事問及此事時，他推說他其實不清楚狀況，希望大家不要嚴肅看待他的臉書，拒絕發表任何意見。
8月29日，民進黨在宜蘭礁溪召開中常會，主席蘇貞昌聲援民間在9月1日發動的反旺中大遊行，並表示民進黨要求NCC即刻撤回「旺中併購中嘉系統案」。至現場採訪的電子媒體，只有壹電視播出訪問畫面。

## 外部連結
- 旺旺中天的反黃國昌（反旺中學者）事件紀錄簿（懶人包） （页面存档备份，存于）
- 旺中併購案成功後如何箝制媒體與社會大眾 （页面存档备份，存于）
- 中時記者游婉琪部落格- 人生總有非賣品 我拒絕旺中老闆保衛戰  （页面存档备份，存于）